# Средние Кичи
Средние Кичи — посёлок в Таштагольском районе Кемеровской области.
Относится к Усть-Кабырзинскому сельскому поселению. Посёлок находится на территории Шорского национального парка.

## История
В соответствии с Законом Кемеровской области № 104-ОЗ от 17 декабря 2004 года Средние Кичи вошли в состав образованного Усть-Кабырзинского сельского поселения.

## География
Средние Кичи расположены среди непроходимой тайги.

## Население
| 2010 |
| ---- |
| 12   |

## Инфраструктура
Основные промыслы жителей — рыболовство и охота.

## Транспорт
Лесные дороги.